# Beverly (Massachusetts)
Beverly és una població dels Estats Units a l'estat de Massachusetts. Segons el cens del July 1 2008 tenia 39.343 habitants.

## Demografia
Segons el cens del 2000, Beverly tenia 39.862 habitants, 15.750 habitatges, i 9.906 famílies. La densitat de població era de 927,2 habitants per km².
Dels 15.750 habitatges en un 28,8% hi vivien nens de menys de 18 anys, en un 50,1% hi vivien parelles casades, en un 9,7% dones solteres, i en un 37,1% no eren unitats familiars. En el 29,9% dels habitatges hi vivien persones soles l'11,4% de les quals corresponia a persones de 65 anys o més que vivien soles. El nombre mitjà de persones vivint en cada habitatge era de 2,39 i el nombre mitjà de persones que vivien en cada família era de 3,02.
Per edats la població es repartia de la següent manera: un 21,7% tenia menys de 18 anys, un 9% entre 18 i 24, un 30,9% entre 25 i 44, un 22,8% de 45 a 60 i un 15,6% 65 anys o més.
L'edat mediana era de 38 anys. Per cada 100 dones de 18 o més anys hi havia 85,3 homes.
La renda mediana per habitatge era de 53.984 $ i la renda mediana per família de 66.486$. Els homes tenien una renda mediana de 45.348 $ mentre que les dones 35.659$. La renda per capita de la població era de 28.626$. Entorn del 4% de les famílies i el 5,7% de la població estaven per davall del llindar de pobresa.